# Chorebus trilobomyzae
Chorebus trilobomyzae är en stekelart som beskrevs av Griffiths 1968. Chorebus trilobomyzae ingår i släktet Chorebus och familjen bracksteklar. Arten är reproducerande i Sverige. Inga underarter finns listade i Catalogue of Life.